# Wikint
Wikint (żmudz. Vīkints; zm. ok. 1253) – pierwszy notowany źródłowo książę żmudzki i rywal Mendoga. 

## Życiorys
Wymieniony w Kodeksie Hipackim pod rokiem 1219 obok Erdwiła jako książę żmudzki w traktacie pomiędzy 21 książętami litewskimi a Księstwem halicko-wołyńskim. Prawdopodobnie w 1236 roku dowodził wojskiem żmudzkim przeciwko kawalerom mieczowym w bitwie pod Szawlami.
W 1248 roku Mendog wysłał Wikinta, Towciwiłła i Edywida na kampanię wojskową przeciwko Smoleńskowi. Ponieśli oni porażkę, w wyniku czego Mendog postanowił pozbawić ich posiadłości. Trzej książęta zorganizowali wówczas koalicję przeciwko Mendogowi, do której dołączył szwagier Towciwiłła - Daniel Halicki, Wasylko Romanowicz, zakon krzyżacki, Jaćwingowie i Żmudzini z zachodniej części Żmudzi (wschodnia część nadal wspierała Mendoga). Księstwu halicko-wołyńskiemu udało się opanować rządzoną przez Wojsiełka Ruś Czarną.
W ramach zawartej koalicji w 1250 roku gałąź inflancka zakonu krzyżackiego zorganizowała dwa większe ataki, jeden przeciwko księstwu Nalszczan, a drugi przeciwko ziemiom rządzonym przez Mendoga i części Żmudzi, która nadal go wspierała. Mendogowi udało się jednak przekupić mistrza inflanckiego Andreasa von Stirland, który bardziej nienawidził Wikinta za porażkę poniesioną w Bitwie pod Szawlami w 1236 roku. Zgadzając się na oddanie niektórych ziem w zachodniej Litwie, Mendog miał zostać ochrzczony i koronowany na króla Litwy. W 1252 roku Wikint, Towciwiłł i jego sprzymierzeńcy zaatakowali Mendoga w Worucie. Atak zakończył się porażką, a wojsko Towciwiłła wycofało się do zamku w Twerach by tam podjąć akcję obronną. Wikint zmarł około 1253 roku, a Towciwiłł udał się do Księstwa halicko-wołyńskiego do swojego szwagra Daniela Halickiego.
Siostra Wikinta była żoną Dowsprunka - starszego brata Mendoga.